# مدخل إلى القرآن الكريم

محمد عابد الجابري صاحب كتاب مدخل إلى القرآن الكريم

مدخل إلى القرآن الكريم هو كتاب لمحمد عابد الجابري، و هو تعريف بالقرآن الكريم و ليس تفسير له كما يقول كاتبه، و قد وظف معرفة موسوعية   في مقاربة موضوعاته سواء باللجوء إلى المصادر التراثية و الروايات التي تتحدث عن الظاهرة القرآنية و التي يوجد  في القرآن ما يشهد لها بالصحة، أو بالدخول في حوار مع الشبهات و المسائل  التي تثيرها الدراسات الإستشراقية وفق مبدأ القرآن يشرح بعضه بعضا  و رؤية تروم جعل المقروء معاصرا لنفسه و معاصرا لنا في الوقت نفسه.

## معلومات الكتاب
صدر كتاب مدخل إلى القرآن الكريم الجزء الأول في التعريف بالقرآن عن مركز دراسات الوحدة العربية، و طبع لأول مرة في سبتمبر 2006 بدار النشر المغربية الدار البيضاء ،ووصلت عدد طبعاته الى ست طبعات.

#### دوافع كتابة المؤلف
يؤكد الكاتب أن تأليف هذا الكتاب قد جاء الاستجابة لظروف ما بعد أيلول/ سبتمبر 2001 ، ورغبته في التعريف بالقراآن الكريم للقراء العرب و المسلمين والاجانب أيضا 

## محتويات الكتاب
تقديم
مقدمة
القسم الأول قراءات في محيط القرآن الكريم
الفصل الأول: حول وحدة الأصل في الديانات السماوية الثلاث
1. أولا: النبي الأمي .. مَكْتُوباً عِنْدَهُمْ فِي التَّوْرَاةِ والإنجيل
2. ادعاءات غير مؤسسة ... !
3. النصارى... ومسألة التثليث!
4. الجزيرة العربية كفضاء الحرية الاعتقاد
5. عقيدة الحنفاء، أو الحنيفية

الفصل الثاني: الدعوة المحمدية وعلاقاتها الخارجية: الآريوسية في الإمبراطورية البيزنطية
1. علاقة الدعوة المحمدية بملك الحبشة
2. علاقة الهاشميين بالحبشة قبل الإسلام
3. مراسلات النبي صلى الله عليه و سلم مع النجاشي
4. الآريوسية: في عقر دار الإمبراطورية البيزنطية
5. خلاصات ... وآفاق

الفصل الثالث: النبي الأمي: هل كان يقرأ ويكتب ؟ الأفكار المتلقاة . .. عوائق معرفية
1. إقرأ: ماذا أقرأ... أو ما أنا بقارئ! بقارئ روایتان
2. النبي الأمي ... والأمة الأمية
3. وما كُنتَ تَتْلُو مِن قَبْلِهِ مِن كِتَابِ وَلَا تَخْطُهُ
4. الأمية ليست علامة على المعجزة
5. عود على بدء الأفكار المتلقاة. . عوائق معرفية

الفصل الرابع: حدث الوحي ... وإثبات النبوة
1. حدث الوحي: روايات عن وقائع ومشاعر
2. اتهامات من قريش ... وردود قرآنية
3. انقطاع الوحي واستئنافه
4. لماذا لم تستجب قريش للدعوة المحمدية؟ خامسا: في مفهوم الوحي

الفصل الخامس: حقيقة النبوة ... وآراء في الإمامة
1. الكندي: علم الرسل ... موجود جميعاً بالمقاييس العقلية
2. الفارابي: النبي والفيلسوف
3. النبوة والولاية: الظاهر والباطن
4. الحقيقة المحمدية ولاية الإمام ... وأنبياء الأولياء
5. الوحي في اليهودية والمسيحية. .. والقرآن في الإسلام
6. ابن رشد: دليل النبوة الإتيان بشريعة صالحة

القسم الثاني القرآن: مسار الكون والتكوين
الفصل السادس: القرآن ... الكتاب وإعادة ترتيب العلاقات
1. القرآن ... الذكر والحديث
2. القرآن ذي الذكر
3. كتاب ولا حرج
4. القرآن الكتاب
5. الكتاب الفرقان ... بلسان عربي مبين
6. خلاصة: معالم المسار

الفصل السابع: الأحرف والقراءات والمعجزات
1. جملة أسئلة
2. نزل القرآن على سبعة أحرف
3. الأحرف السبعة والقراءات
4. الاعجاز في القرآن
5. انشقاق القمر والإسراء والمعراج. أخرى وأمور

الفصل الثامن: قرآن عربي في أم الكتاب وترتيب العلاقة مع أهل الكتاب!
1. القرآن مصدق لما بين يديه. .بلسان عربي
2. القرآن ... وأم الكتاب
3. القرآن تفصيل الكتاب
4. تطور علاقة الدعوة المحمدية مع أهل الكتاب ...

الفصل التاسع: جمع القرآن ومسألة الزيادة فيهوالنقصان
1. أسئلة التكوين ....
2. القرآن بين القراءة والكتابة
3. جمع القرآن: بين المصادر السنية والمراجع الشيعية
4. الزيادة والنقصان في القرآن
5. خلاصات

الفصل العاشر: ترتيب المصحف وترتيب النزول
1. ترتيب المصحف
- معيار الطول والقصر
- المكي والمدني
- أول وآخر ما نزل!

2. ترتيب النزول
- لوائح متشابهة
- ترتيب المتسشرقين
- من أجل تصور معقول للمسار التكويني لنص القرآن
- أسس ومعايير
- مراحل نزول القرآن المكي

القسم الثالث: القصص في القرآن الكريم
تمهيد: خصوصية هذه الدراسة
1. اعتبار القص القرآني نوعاً من ضرب المثل!
2. الاقتصار على المادة التي يعطيها القرآن وحده
3. القصص القرآني والحقيقة التاريخية
4. تتبع القص القرآني حسب ترتيب النزول
5. تصنيف وتحقيب

القصص في القرآن المكي
المرحلة الأولى
أولا: الصنف الأول: قصص (أهل القرى) بإيجاز
ثانياً: الصنف الثاني: التنويه بالأنبياء السابقين
المرحلة الثانية: برنامج سورة الأعراف برنامج واستراتيجيات
1. آدم وإبليس: الأعراف
2. قصة نوح في سورة الأعراف
3. أهل القرى: تفصيل

خلاصة عامة
المرحلة الثانية: قصة موسى وفرعون تمهيد
قصة موسى: خلاصات وملاحظات
قصص مستقلة خصائص ومميزات
1. قصة مريم في سورة مريم
2. قصة يوسف
3. قصة أهل الكهف في سورة الكهف
4. قصة ذي القرنين
5. موسى والخضر ؟ سورة الكهف القصص في القرآن المدني

المرحلة الثالثة: الجدل مع أهل الكتاب
1. الرسول في المدينة
2. ترتيب الجدل في المدينة مع أهل الكتاب
3. تقريع بني إسرائيل (يهود المدينة)
4. مسلسل الصراع بين المسلمين واليهود
5. مواجهة عداء يهود المدينة للإسلام
6. الرجوع إلى إبراهيم جد العرب
7. طالوت و جالوت كم مِن فِئَةٍ قَلِيلَة غَلَبَتْ فِئَةً كثيرة )
8. إبراهيم حنيفاً مسلماً
9. درس من ابني آدم قابيل وهابيل
10. مريم وعيسى

خاتمة القصص القرآني: بيان وبرهان
خاتمة وصلة: النبي والقرآن: علاقة حميمية!
المراجع,.

## ملخص الكتاب
في القسم الأول: قراءات في محيط القرآن الكريم يبدأ المبحث بتعريف القرآن الكريم و بعد أن يسرد نماذج التعاريف التراثية المشهورة دون تعليق يلجأ الكاتب الى تعريف القرآن في القرآن نفسه، كما يبين من جهة أخرى الفرق الشاسع  بين وضع (الكتاب المقدس) ، (التوراة والانجيل) وتاريخ تكوينه، وبين وضع القرآن ومساره التكويني.و يفصل في علاقة الاسلام التاريخية مع اليهودية و النصرانية. كما يرجح الكاتب أن الرسول صلى الله عليه وسلم كان عارفا للكتابة و القراءة ، بعد استقراء لمختلف و الايات القرآنية و المرويات و معاجم و مقاييس  اللغة العربية ، و حول محور  العقل والوحي. بين المؤلف أن ( البراهمة) يقولون باستغناء العقل عن النبوة ،بينما عمد المتكلمون الإسلاميون إلى إثباتهما معا. أما فلاسفة الإسلام فقد سلكوا مسلكا مغايرا ينبني على محاولة فهم ظاهرة النبوة وذلك بإيجاد مكان لها في منظوماتهم الفلسفية.
كما يعرض الكاتب إلى أهم الأفكار التي راجت في الفكر الإسلامي حول النبوة وحقيقتها. بدءا بالمرويات التي تشرح حدث الوحي ومعاناته، و انتقالا إلى مفهوم الوحي والنبوة كما حاول علماء اللغة تأسيسه في اللغة العربية ذاتها، و يقف عند  آراء الفرق الكلامية السنية التي اهتمت بالموضوع المعتزلة والأشاعرة خاصة، . و يعرض آراء الكندي التي تنتمي إلى الفلسفة على صعيد الخطاب ولكنها تتحرك عقديا على أفق فكر المعتزلة. بعد ذلك يفسر  نظرية الفيض كما طبقها الفارابي لبيان العلاقة بين النبي والفيلسوف، هذه النظرية التي فتحت أفقا آخر امام الفكر الشيعي، الإمامي منه والإسماعيلي من جهة، والفكر الصوفي من جهة أخرى، و علاقة ذلك بمسألة"النبوة والولاية" عند هؤلاء وأولئك. كما يقف عند نظرية ((الحقيقة المحمدية)) لدى متفلسفة التشيع والتصوف ، و يخصص بحثا لبسط التصور الفكر اليهودي والمسيحي حول الوحي والنبوة من أجل مقارنته مع التصور الإسلامي. أما فيما يعود ابن رشد الى القرآن مسلحا بالتحليل المنطقي في معالجة هذه المسائل رافضا نظرية الفيض و مذهب البراهمة معتبرا أن  وجود الانبياء ظاهرة تاريخية و ان برهان نبوة محمد صلى عليه وسلم هو القرآن الكريم.
أما القسم الثاني القرآن مسار الكون و التكوين ، فيبدأ المؤلف بذكر معاني القرآن، و يعرض لمدلولات  ألفاظ ،الذكر و الحديث و الكتاب و يخلص الى أن  القرآن، بدأ ذكراً وحديثاً، ثم صار  إضافة إلى ذلك، قرآنا تقوم طريقة تلاوته وترتيله بتأثير ينقل موضوع الذكر والحديث إلى مشاهد صوتية منغمة تقرر وجودا يحمل معه برهانه،  ومع انتشار الدعوة  الإسلامية في مكة، صار القرآن كتاباً كذلك،و نقل العرب إلى أمة صار لها كتاب. و في بحث آخر يحاول الكاتب الإجابة عن سؤال :كيف كانت علاقة القرآن كنص لغوي نزل بلغة قريش بلغات القبائل العربية الأخرى، غير القرشية ،فيطرح  مسألة نزول القرآن على سبعة أحرف و الاراء العلمية التراثية فيها و علاقتها بموضوع القراءات و تأثيرها على الترتيل و التجويد ، ثم ينتقل الى تفصيل موضوع الاعجاز في القرآن و القول بالصرفة كما عبر عنه ابراهيم بن سيار النظام، و القول بالنظم لأبي بكر بن محمد بن الطيب الباقلاني. كما يطرح موضوعا إختلفت فيه الاراء و الأدلة و هو معجزات انشقاق القمر و الاسراء و المعراج.
بعد ذلك يحاول الكتاب الإجابة عن أسئلة تتعلق بنقل القرآن من حالة الوحي الذي كان ينزل به جبريل  إلى قلوب الذين كان يقرأه الرسول عليهم، و مسألة ترتيب الأجزاء و السور  وأسباب النزول. كما يعرض مسألة الزيادة و النقصان في القرآن الكريم ومن خلا مختلف المصادر و المرويات الثراتية ليخلص إلى أنه ليس ثمة أدلة قاطعة على حدوث زيادة في القرآن كما هو في المصحف بين أيدي الناس، منذ جمعه زمن عثمان.

أما القسم الثالث القصص في القرآن الكريم فخصص للحديث عن قصص القرآن الكريم برؤية مغايرة كما يرى المؤلف .وقد تميز عرض الجابري للموضوع بعدة خصائص يمكن إجمالها في الاّتي:اعتبار القراّن نوعاً من ضرب المثل، و الاقتصار على تفسير وإيضاح القصص القرآني من خلال القراّن وحده، دون اللجوء إلى الإسرائيليات، أو غيرها من نصوص الموروث القديم ،و عدم الانشغال بالحقيقة التاريخية للقصص القرآني أكثر من مضمونه وفحواه، و تتبع القصص القرآني حسب ترتيب النزول و اعتماد تصنيف وتحقيب جديد للقص القرآني، يميز فيه بين مرحلتين للقصص: مرحلة مكية و مرحلة مدنية. ويرى المؤلف أن
الأصالة والإبداع في القرآن - وفي مجال القص خاصة - هما في طريقته الخاصة في عرض القصص،...و القصص القرآني ليس مجرد حكاية أخبار، بل هو بيان وبرهان وسيلة في الإقناع تدعو للاحتكام إلى العقل بعيداً عن أساليب اللاعقل.

## نقد الكتاب
يتهم بعض الباحثين كتاب مدخل الى القرآن الكريم بأنه استنستاخ للأراء الاستشراقية في الموضوع ، فقط ينتقد بعض الباحثين اعتماد الجابري على مناهج غير ثراتية مثل منهج الألسونيات  والإنثربولوجيا و المنهج التاريخي ونظرته إلى ما يتم نقله من المرحلة الشفاهية إلى الكتابية، وحسب هذا المنهج فلا بد من وجود إسقاط لأنه يعتمد على ذاكرة بشرية ، و بالمقابل إتهمه البعض في كتابه بالسقوط اللاشعوي في شبكة القراءات القديمة، والارتهان لبنيتها المفاهيميَّة ، لكن يعتبر الكثيرون أن ما كتبه الجابري يعد محاولة جادة في دخول مجال الدراسات التطبيقية على خلاف كثيرين من كتاب الحداثة و ما بعد الحداثة و عمل يستحق التأمل والنظر.
ينتقد غازي التوبة مقاربة محمد عابد الجابري في تصوير وضع شبه الجزيزة العربية قبل البعثة المحمدية بأنها كانت تعج بحركات توحيدية و يقدم أدلة أخرى يقول أنها تدحض ما ذهب إليه الكاتب في الموضوع ، كما انتقد البعض موقف الكاتب من مسألة أمية الرسول صلى الله عليه و سلم و اعتبروا أن لكلمة (أمي ) معنى واحداً ،وهو الجهل بالقراءة والكتابة ، ووصف القرآن الكريم النبي– صلى الله عليه وسلم – بهذه الصفة لا يحتمل إلا هذا المعنى الذي أجمع عليه المفسرون، واللغويون ، والمؤرخون المسلمون، لكن هذا الرأي تناقضه الادلة التي ساقها المؤلف من جهته ، كما انتقد أخرون طرح الكاتب لمسألة ترتيب سور القرآن و اعتبروها ترتيبا توقيفيا لا مدخل فيه لرأي بشر. و من النقد الذي وجه للكتاب أيضا أنه : وعلى الرغم من أنَ محمد عابد الجابري التزم بألا يلتفت إلى ما ورد في الإسرائيليات بخصوص القصص القرآني، إلا لضرورة شرح أو بيان، فإنه حاد عن هذا المنهج، حين ذكر بعض الروايات الإسرائيلية، دون نقدها أو في أضعف الحالات، التعقيب عليها.

## اقتباسات
إننا لا ندعي أننا سنطرح هنا من جديد جميع الأسئلة التي طرحت من قبل ولا جميع الأسئلة الجديدة التي يمكن أن تطرح. إن ادعاء الاستقصاء في هذا المجال، كما في المجالات الأخرى، غرور لا يركبه إلا جاهل أو ناقص معرفة. ونحن الذين استفدنا من مسيرتنا الثقافية الطويلة أمراً واحداً فقط، هو أننا كلما قطعنا خطوة إلى الأمام في هذه المسيرة اكتشفنا مدى عمق مجال جهلنا واتساعه إننا لانعد القارئ بأكثر من إطلاعه على أجوبة غير قطعية ولا نهائية.
إن اختلاف الآراء لا يطعن في الحقيقة، بل هو دليل على أن ثمة فعلا حقيقة يجب إعادة بنائها.
هناك مثل مغربي، ولعله عربي وعالمي، يقول: (لا يختصم إلا الإخوة). والحق أن الغريب لا يختصم مع الغريب لأنه لا شيء يربط بينهما.
والسياق في القرآن يتحدد بأمرين اثنين : أولهما الآيات التي تشكل كلاً واحداً تندرج تحته الآية المراد تفسيرها، أي التي قبل هذه والتي بعدها. ثانيهما ظروف النزول، ونعني بها مرتبة السورة التي تقع فيها الآية المراد تفسيرها، على تسلم ترتيب النزول، ومناسبة نزول تلك الآية أو الآيات، وتبين المخاطب فيه، هذا فضلا عن التقيد بمبدا: (القرآن يفسر بعضه بعضاً، كل ذلك حتى لا يبتعد التأويل  إلى لغة أخرى، وبالتالي فما يمكن فعله هو ترجمة معانيها، والترجمة لا تنقل سوى المعاني مجردة من بطانتها اللغوية ، ولذلك Traduire c'est trahir.
وكما فعلنا في أجزاء نقد العقل العربي، فقد فضلنا الاقتصار على "الحفر" والتحليل والإشارة إلى ما نعتقده الحقيقة، تاركين للقارئ مهمة " التركيب"، اقتناعا منا بأن خير نتيجة يمكن أن يحصل عليها قارئ كتبنا هي تلك التي يستخلصها بنفسه.
كانت إستراتيجيتنا، وستبقى تقديم قراءات الموروثنا الثقافي تفسح المجال لعملية التجديد من الداخل، العملية التي هي وحدها القادرة على إتاحة الفرصة لنا لإعادة البناء. فعلا، العملية طويلة وشاقة، ولكنها جادة: "فأما الزبد فيذهب جفاء وأما ما ينفع الناس فيمكث في الأرض"
قدمنا، في ما نعتقد، تعريفاً بـ القرآن الكريم بددنا فيه كثيراً من الضباب الذي كان - وما زال - يحول دون التعامل العقلاني معها هذا النص الديني الذي لم يشد بشيء اخر إشادته بالعقل
والحق أن ما يميز الإسلام، رسولاً وكتاباً، من غيره من الديانات هو خلوه من ثقل "الأسرار" (Mysteres) التي تجعل المعرفة بـ "الدين" تقع خارج تناول العقل. إن المعرفة الدينية في هذه الحالة من اختصاص فئة قليلة من الناس، هم وحدهم "العارفون" المتصلون بالحقيقة الدينية، وهم وحدهم رؤساء الدين ومرجعياته ورعاته، والبقية رعية ومقلدون. أما الرئيس الأول) المؤسس للدين فيوضع في الغالب في مرتبة بين الألوهية والبشرية، وأحيانا يرفع إلى مستوى الألوهية. واما النصوص الدينية فتعتبر رموزاً مليئة بأسرار لا يتولى تأوليها وفك ألغازها إلا "العالمون" بفك الرموز وتأويل الأحلام 